# کونبو

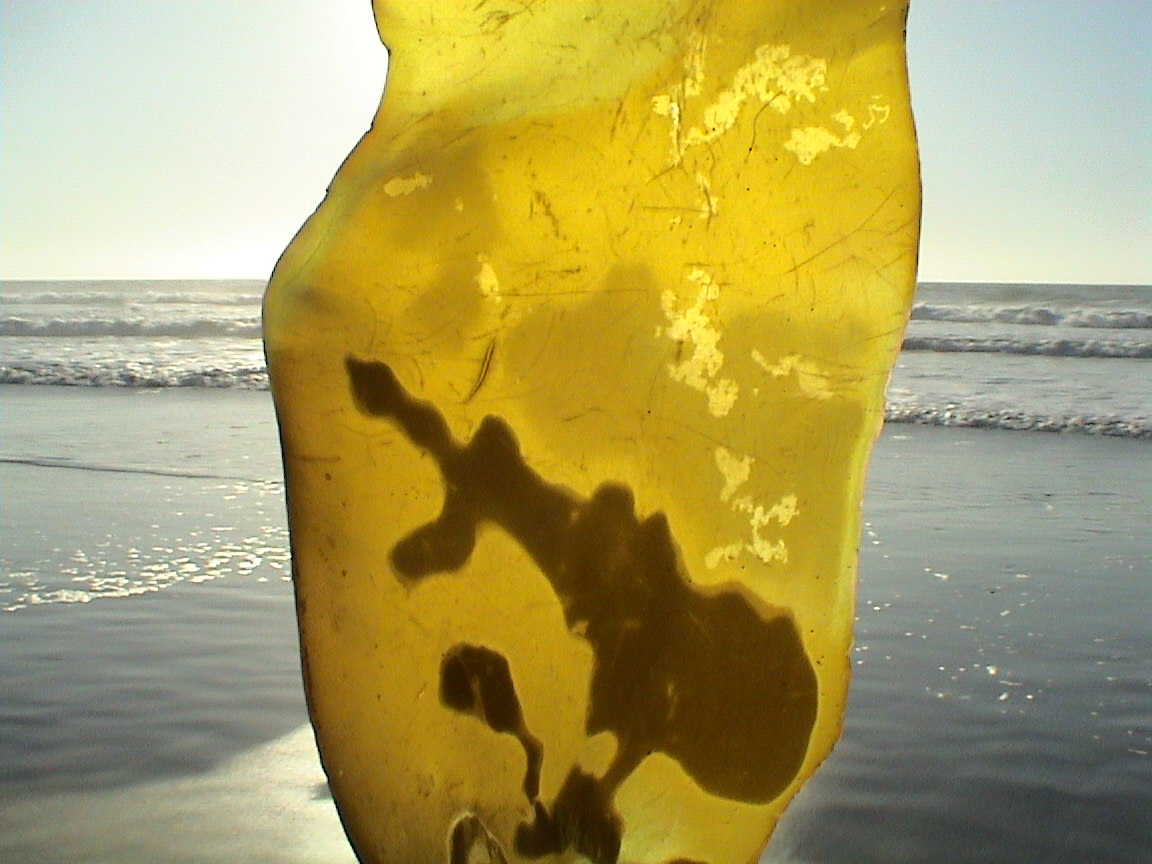
کونبو.

کونبو (به ژاپنی: 昆布 Konbu) با تلفظ Kombu، (به کره‌ای: 다시마 dasima) (به چینی: 海带 pinyin) یک نوع جلبک دریایی خوراکی و از انواع کتانجکها است. این نوع جلبک به‌طور معمول در نواحی وسیعی از آسیای جنوبی به عنوان موادغذایی مصرف می‌شود.
در آشپزی ژاپنی کونبوی را خشک کرده و از داشی (سوپ) آن به‌طور گسترده در غذاهای مختلف استفاده می‌شود.